# Porte de l'Harmonie Suprême
La porte de l'Harmonie Suprême (chinois simplifié : 太和门 ; chinois traditionnel : 太和門 ; pinyin : Tàihémén ; Mandchou : ᠠᠮᠪᠠ
ᡥᡡᠸᠠᠯᡳᠶᠠᠮᠪᡠᡵᡝ

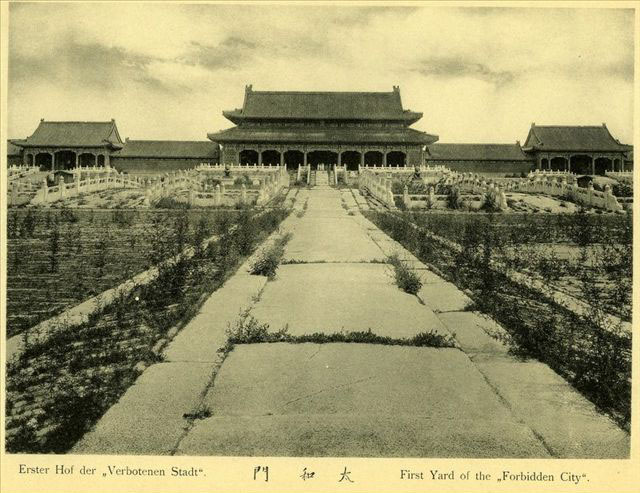
La porte de l'Harmonie Suprême en 1900.

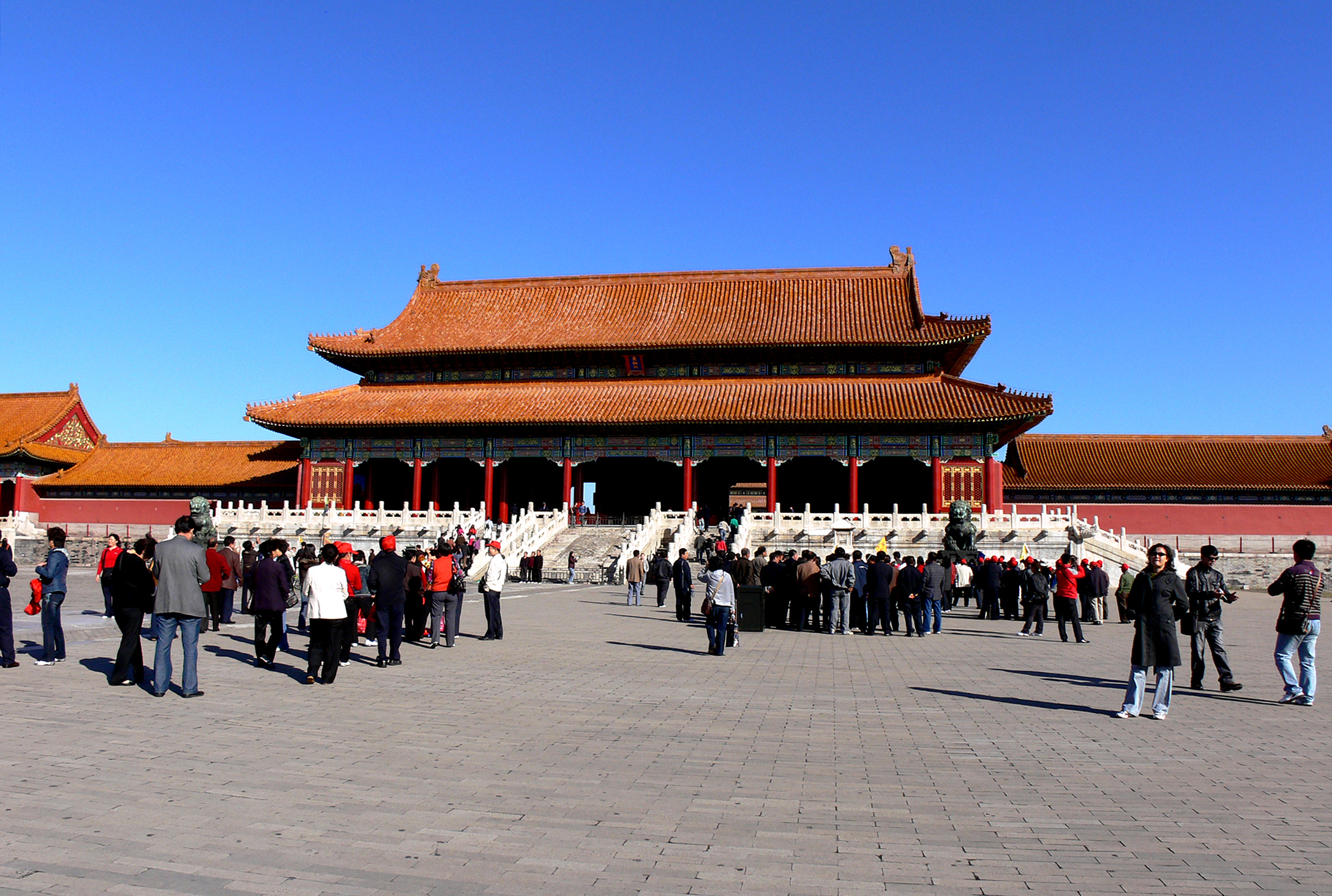
La porte de l'Harmonie Suprême aujourd'hui.

ᡩᡠᡴᠠ ; Möllendorff：amba hūwaliyambure duka) est la deuxième porte principale située au sud de la Cité interdite à Pékin, en Chine .
Cette porte est construite sous la dynastie Ming et porte à l'époque le nom de Fengtianmen (奉天門). Après la conquête de la Chine par les Mandchous, elle est rebaptisée et reçoit les noms chinois et mandchou qu'elle porte actuellement.  La porte d'origine brûle en 1886 à cause d'un incendie allumé par une lampe à incandescence dans la salle des gardes. La porte actuelle date de la reconstruction effectuée après cet incendie, qui s'est achevée en 1894.
Sous la dynastie Ming, l’empereur tient ses audiences matinales à la porte de l’Harmonie Suprême pour discuter des affaires de l’État avec ses ministres. Cependant, sous les Ming, ces audiences sont purement cérémonielles, de simple démonstration de la rigueur de l'Empereur dans la gestion des affaires de l'état et du statut du premier ministre titulaire. Sous la dynastie Qing, l'empereur se présente beaucoup plus souvent devant la Cour Impériale et les audiences du matin se tiennent à la porte de la Pureté Céleste, qui est beaucoup plus proche des quartiers résidentiels de l'empereur. La porte de l'Harmonie Suprême est alors utilisée occasionnellement pour des banquets et autres cérémonies.
La porte est divisée en plusieurs segments, délimités par des piliers. Elle est profonde de 3 segments et large de sept, ce qui représente une superficie totale de 1 371,4 mètres carrés. Elle est flanquée de deux portes mineures, la porte Zhendu à l'ouest et la porte Zhaode à l'est. Cette porte et la porte du Midi forment les limites nord et sud d'une grande cour traversée par la Jinshui He (« rivière aux eaux d'or »), une rivière artificielle qui est enjambée par un ensemble de cinq ponts. Au nord de la porte se trouve la place de l’Harmonie menant au pavillon de l’Harmonie suprême, centre cérémoniel de la Cité interdite.
Un grand nombre de brûleurs d’encens sont disposés autour des escaliers.
L'escalier central était réservé exclusivement à l'empereur et à ses collaborateurs immédiats, de même que l'entrée centrale de la porte du Midi.